# Вітрильний спорт на літніх Олімпійських іграх 2020 — кваліфікація
У змаганнях з вітрильного спорту на літніх Олімпійських іграх 2020 зможуть взяти участь 350 спортсменів (175 чоловіків і 175 жінок), які змагатимуться за 10 комплектів нагород (5 у чоловіків, 4 у жінок і 1 у змішаному класі). Кожна країна може бути представлена тільки одним екіпажем в кожній дисципліні і не більше ніж 15-ма спортсменами загалом (8 чоловіків та 7 жінок).

## Правила кваліфікації
Кваліфікаційний відбір на літні Олімпійські ігри 2020 року відбудеться з 1 червня 2018 року по 1 червня 2020 року. Основним етапом відбору став чемпіонат світу з вітрильного спорту 2018 року, під час якого була роздана 101 квота. Ще 6 квот в класах Лазер у чоловіків і Лазер Радіал у жінок будуть розіграні в рамках Азійських ігор 2018 року і Панамериканських ігор 2019 року. Решта квот будуть роздані на чемпіонатах світу в окремих класах (61 квота) та в рамках континентальних відбіркових регат (68 квот). Крім цього, по 2 квоти, що залишилися, в класах Лазер і Лазер Радіал будуть роздані тристоронньої комісією.
Країні-господарці Ігор, Японії, гарантовано по 1 квоті в кожній дисципліні. До 1 червня 2020 року кожен НОК повинен підтвердити використання виділених квот, в іншому разі квота буде перерозподілена.

## Розклад
| Турнір                                                                       | Дата                       | Місце                  |
| ---------------------------------------------------------------------------- | -------------------------- | ---------------------- |
| Чемпіонат світу з вітрильного спорту 2018                                    | 30 липня – 12 серпня 2018  | Орхус                  |
| Азійські ігри 2018                                                           | 18 серпня – 2 вересня 2018 | Джакарта               |
| Чемпіонат Європи в класі Фінн 2019                                           | 10–18 травня 2019          | Афіни                  |
| Чемпіонат світу в класі Лазер 2019                                           | 1–9 липня 2019             | Сакай-Мінато           |
| Жіночий чемпіонат світу в класі Лазер радіал 2019                            | 16–24 липня 2019           | Сакай-Мінато           |
| Панамериканські ігри 2019                                                    | 26 липня – 11 серпня 2019  | Paracas                |
| Чемпіонат світу в класі 470 2019                                             | 2–9 серпня 2019            | Еносіма                |
| Чемпіонат світу в класі RS:X 2019                                            | 22–28 вересня 2019         | Наго-Торболе           |
| Чемпіонат світу в класі Nacra 17 2019                                        | 3–8 грудня 2019            | Окленд (Нова Зеландія) |
| Чемпіонат світу в класах 49er і 49er FX 2019                                 | 3–8 грудня 2019            | Окленд (Нова Зеландія) |
| Африканські кваліфікаційні турніри                                           |                            |                        |
| Чемпіонат Африки з вітрильного спорту 2019 (RS:X, Лазер, Лазер радіал)       | 6–12 жовтня 2019           | Алжир (місто)          |
| Чемпіонат Африки з вітрильного спорту 2020 (470)                             | 12–18 січня 2020           | Луанда                 |
| Lanzarote International Regatta 2021 (Nacra 17)                              | 23–28 березня 2021         | Лансароте              |
| Mussanah Open Championships 2021 (49er і 49erFX)                             | 1–8 квітня 2021            | Al-Mussanah            |
| Finn Gold Cup 2021                                                           | 4–12 травня 2021           | Порту                  |
| Азійські кваліфікаційні турніри                                              |                            |                        |
| Кубок світу з вітрильного спорту 2019 (Фінн)                                 | 25 серпня – 1 вересня 2019 | Еносіма                |
| Чемпіонат Азії з вітрильного спорту 2019 (470)                               | 16–21 грудня 2019          | Шеньчжень              |
| Чемпіонат Азії з вітрильного спорту 2021 (Nacra 17)                          | 1–6 березня 2021           | Шанхай                 |
| Mussanah Open Championships 2021 (RS:X, Лазер, Лазер радіал, 49er, 49erFX)   | 1–8 квітня 2021            | Al-Mussanah            |
| Європейські кваліфікаційні турніри                                           |                            |                        |
| Чемпіонат Європи в класі RS:X 2020                                           | 22–28 листопада 2020       | Vilamoura              |
| Чемпіонат світу з вітрильного спорту в класі 470 2021                        | 5–13 березня 2021          | Vilamoura              |
| Lanzarote International Regatta 2021 (49er, 49erFX, і Nacra 17)              | 23–28 березня 2021         | Лансароте              |
| Vilamoura International Regatta 2021 (Лазер і Лазер радіал)                  | 17–24 квітня 2021          | Vilamoura              |
| Finn Gold Cup 2021                                                           | 4–12 травня 2021           | Порту                  |
| Північноамериканські кваліфікаційні турніри                                  |                            |                        |
| Панамериканські ігри 2019 (49er, 49erFX і Nacra 17)                          | 26 липня – 11 серпня 2019  | Paracas                |
| кубок світу з вітрильного спорту 2020 (RS:X, Фінн, Лазер, Лазер радіал, 470) | 19–25 січня 2020           | Маямі                  |
| Південноамериканські кваліфікаційні турніри                                  |                            |                        |
| Панамериканські ігри 2019 (49er, 49erFX і Nacra 17)                          | 26 липня – 11 серпня 2019  | Paracas                |
| Кубок Бразилії 2019 (Лазер, Лазер радіал, Фінн)                              | 25–30 листопада 2019       | Ріо-де-Жанейро         |
| Чемпіонат Південної Америки з вітрильного спорту 2020 (RS:X)                 | 9–15 лютого 2020           | Мар-дель-Плата         |
| Чемпіонат Південної Америки 2020 Sailing Championships (470)                 | 11–17 лютого 2020          | Мар-дель-Плата         |
| Океанські кваліфікаційні турніри                                             |                            |                        |
| Finn Gold Cup 2019                                                           | 16–21 грудня 2019          | Мельбурн               |
| Sail Melbourne International 2020 (470)                                      | 17–21 січня 2020           | Мельбурн               |
| Чемпіонат світу в класі Nacra 17 2020                                        | 8–15 лютого 2020           | Джилонг                |
| Чемпіонат світу в класах 49er і 49er FX 2020                                 | 8–15 лютого 2020           | Джилонг                |
| Чемпіонат світу в класі Лазер 2020                                           | 9–16 лютого 2020           | Мельбурн               |
| Жіночий чемпіонат світу в класі Лазер радіал 2020                            | 21–28 лютого 2020          | Мельбурн               |
| Чемпіонат світу в класі RS:X 2020                                            | 23–29 лютого 2020          | Sorrento               |

### Розподіл квот
Нижче подано кількість квот. Класи 470, 49er, 49erFX, і Nacra 17 мають по 2 члени екіпажу.
| Дисципліна        | ЧС 2018  | АзІ 2018 | ПанІ 2019 | ЧС 2019  | Афр      | Азі      | Оке      | Євр      | ПнА      | ПдА      | Країна-господарка | Три.     | Загалом  |
| Чоловіки          | Чоловіки | Чоловіки | Чоловіки  | Чоловіки | Чоловіки | Чоловіки | Чоловіки | Чоловіки | Чоловіки | Чоловіки | Чоловіки          | Чоловіки | Чоловіки |
| ----------------- | -------- | -------- | --------- | -------- | -------- | -------- | -------- | -------- | -------- | -------- | ----------------- | -------- | -------- |
| Клас RS:X         | 10       | 0        | 0         | 8        | 1        | 1        | 1        | 1        | 1        | 1        | 1                 | 0        | 25       |
| Клас Лазер        | 14       | 1        | 2         | 5        | 2        | 1        | 1        | 2        | 2        | 2        | 1                 | 2        | 35       |
| Клас Фінн         | 8        | 0        | 0         | 4        | 1        | 1        | 1        | 1        | 1        | 1        | 1                 | 0        | 19       |
| Клас 470          | 8        | 0        | 0         | 4        | 1        | 1        | 1        | 1        | 1        | 1        | 1                 | 0        | 19       |
| Клас 49er         | 8        | 0        | 0         | 4        | 1        | 1        | 1        | 1        | 1        | 1        | 1                 | 0        | 19       |
| Жінки             |          |          |           |          |          |          |          |          |          |          |                   |          |          |
| RS:X class        | 11       | 0        | 0         | 9        | 1        | 1        | 1        | 1        | 1        | 1        | 1                 | 0        | 27       |
| Клас Лазер радіал | 18       | 1        | 2         | 10       | 2        | 1        | 1        | 2        | 2        | 2        | 1                 | 2        | 44       |
| Клас 470          | 8        | 0        | 0         | 6        | 1        | 1        | 1        | 1        | 1        | 1        | 1                 | 0        | 21       |
| Клас 49erFX       | 8        | 0        | 0         | 7        | 0        | 1        | 1        | 1        | 1        | 1        | 1                 | 0        | 21       |
| Змішані           |          |          |           |          |          |          |          |          |          |          |                   |          |          |
| Nacra 17          | 8        | 0        | 0         | 5        | 1        | 1        | 1        | 1        | 1        | 1        | 1                 | 0        | 20       |

## Підсумки кваліфікації
| Країна                    | Чоловіки | Чоловіки | Чоловіки | Чоловіки | Чоловіки | Жінки | Жінки        | Жінки | Жінки   | Мікст    | Загалом | Загалом    |
| Країна                    | RS:X     | Лазер    | Фінн     | 470      | 49er     | RS:X  | Лазер радіал | 470   | 49er FX | Накра 17 | Човни   | Спортсмени |
| ------------------------- | -------- | -------- | -------- | -------- | -------- | ----- | ------------ | ----- | ------- | -------- | ------- | ---------- |
| Алжир (ALG)               | Так      |          |          |          |          | Так   |              |       |         |          | 2       | 2          |
| Американське Самоа (ASA)  |          |          |          | Так      |          |       |              |       |         |          | 1       | 2          |
| Ангола (ANG)              |          |          |          | Так      |          |       |              |       |         |          | 1       | 2          |
| Антигуа і Барбуда (ANT)   |          |          |          |          |          |       | Так          |       |         |          | 1       | 1          |
| Аргентина (ARG)           | Так      | Так      | Так      |          |          | Так   | Так          | Так   | Так     | Так      | 8       | 11         |
| Австралія (AUS)           |          | Так      | Так      | Так      | Так      |       | Так          | Так   | Так     | Так      | 8       | 13         |
| Австрія (AUT)             |          |          |          |          | Так      |       |              |       | Так     | Так      | 3       | 6          |
| Білорусь (BLR)            | Так      |          |          |          |          |       | Так          |       |         |          | 2       | 2          |
| Бельгія (BEL)             |          |          |          |          |          |       | Так          |       | Так     |          | 2       | 3          |
| Бразилія (BRA)            |          | Так      | Так      | Так      | Так      | Так   |              | Так   | Так     | Так      | 8       | 13         |
| Канада (CAN)              |          |          | Так      | Так      | Так      | Так   | Так          |       | Так     |          | 6       | 9          |
| Чилі (CHI)                |          | Так      |          |          |          |       |              |       |         |          | 1       | 1          |
| Китай (CHN)               | Так      |          | Так      | Так      |          | Так   | Так          | Так   |         | Так      | 7       | 10         |
| Хорватія (CRO)            |          | Так      |          |          | Так      |       | Так          |       |         |          | 3       | 4          |
| Кіпр (CYP)                | Так      | Так      |          |          |          | Так   | Так          |       |         |          | 4       | 4          |
| Чехія (CZE)               | Так      |          |          |          |          |       |              |       |         |          | 1       | 1          |
| Данія (DEN)               |          |          |          |          | Так      | Так   | Так          |       | Так     | Так      | 5       | 8          |
| Єгипет (EGY)              |          | Так      |          |          |          |       | Так          |       |         |          | 2       | 2          |
| Сальвадор (ESA)           |          | Так      |          |          |          |       |              |       |         |          | 1       | 1          |
| Естонія (EST)             |          | Так      |          |          |          | Так   |              |       |         |          | 2       | 2          |
| Фіджі (FIJ)               |          |          |          |          |          |       | Так          |       |         |          | 1       | 1          |
| Фінляндія (FIN)           |          | Так      |          |          |          | Так   | Так          |       |         | Так      | 4       | 5          |
| Франція (FRA)             | Так      | Так      |          | Так      | Так      | Так   | Так          | Так   | Так     | Так      | 9       | 14         |
| Німеччина (GER)           |          | Так      |          |          | Так      |       | Так          | Так   | Так     | Так      | 6       | 10         |
| Велика Британія (GBR)     | Так      | Так      | Так      | Так      | Так      | Так   | Так          | Так   | Так     | Так      | 10      | 15         |
| Греція (GRE)              | Так      |          | Так      | Так      |          | Так   | Так          | Так   |         |          | \|8     |            |
| Гватемала (GUA)           |          | Так      |          |          |          |       | Так          |       |         |          | 2       | 2          |
| Гонконг (HKG)             | Так      |          |          |          |          | Так   | Так          |       |         |          | 3       | 3          |
| Угорщина (HUN)            |          | Так      | Так      |          |          | Так   | Так          |       |         |          | 4       | 4          |
| Індія (IND)               |          | Так      |          |          | Так      |       | Так          |       |         |          | 3       | 4          |
| Ірландія (IRL)            |          |          |          |          | Так      |       | Так          |       |         |          | 2       | 3          |
| Ізраїль (ISR)             | Так      |          |          |          |          | Так   | Так          | Так   |         |          | 4       | 5          |
| Італія (ITA)              | Так      |          |          | Так      |          | Так   | Так          | Так   |         | Так      | 6       | 9          |
| Японія (JPN)              | Так      | Так      | Так      | Так      | Так      | Так   | Так          | Так   | Так     | Так      | 10      | 15         |
| Литва (LTU)               | Так      |          |          |          |          |       | Так          |       |         |          | 2       | 2          |
| Малайзія (MAS)            |          | Так      |          |          |          |       | Так          | Так   |         |          | 3       | 4          |
| Мексика (MEX)             | Так      |          | Так      |          |          | Так   | Так          |       |         |          | 4       | 4          |
| Чорногорія (MNE)          |          | Так      |          |          |          |       |              |       |         |          | 1       | 1          |
| Мозамбік (MOZ)            |          |          |          |          |          |       | Так          | Так   |         |          | 2       | 3          |
| Нідерланди (NED)          | Так      |          | Так      |          | Так      | Так   | Так          | Так   | Так     |          | 7       | 10         |
| Нова Зеландія (NZL)       | Так      | Так      | Так      | Так      | Так      |       |              |       | Так     | Так      | 7       | 11         |
| Норвегія (NOR)            | Так      | Так      | X        |          |          |       | Так          |       | Так     | Так      | 6       | 8          |
| Папуа Нова Гвінея (PNG)   |          | Так      |          |          |          |       | Так          |       |         |          | 2       | 2          |
| Перу (PER)                |          | Так      |          |          |          | Так   | Так          |       | Так     |          | 4       | 5          |
| Польща (POL)              | Так      |          |          |          | Так      | Так   | Так          | Так   | Так     |          | 6       | 9          |
| Португалія (POR)          |          |          |          | Так      | Так      |       | Так          |       |         |          | 3       | 5          |
| Пуерто-Рико (PUR)         |          |          |          |          |          |       |              |       |         | Так      | 1       | 2          |
| Росія (RUS)               | Так      | Так      |          | Так      |          | Так   | Так          |       |         |          | 5       | 6          |
| Сент-Люсія (LCA)          |          | Так      |          |          |          |       | Так          |       |         |          | 2       | 2          |
| Самоа (SAM)               |          | Так      |          |          |          |       |              |       |         |          | 1       | 1          |
| Сейшельські Острови (SEY) |          | Так      |          |          |          |       |              |       |         |          | 1       | 1          |
| Сінгапур (SGP)            |          |          |          |          |          |       | Так          |       | Так     |          | 2       | 3          |
| Словенія (SLO)            |          | Так      |          |          |          |       |              | Так   |         |          | 2       | 3          |
| ПАР (RSA)                 |          |          | Так      |          | Так      |       |              |       |         |          | 2       | 3          |
| Південна Корея (KOR)      | Так      | Так      |          | Так      |          |       |              |       |         |          | 3       | 4          |
| Іспанія (ESP)             | Так      | Так      | Так      | Так      | Так      | Так   | Так          | Так   | Так     | Так      | 10      | 15         |
| Швеція (SWE)              |          | Так      | Так      | Так      |          |       | Так          | Так   |         | Так      | 6       | 9          |
| Швейцарія (SUI)           | Так      |          |          |          | Так      |       | Так          | Так   |         |          | 4       | 6          |
| Таїланд (THA)             | Так      |          |          |          |          | Так   | Так          |       |         |          | 3       | 3          |
| Тринідад і Тобаго (TTO)   |          | Так      |          |          |          |       |              |       |         |          | 1       | 1          |
| Туніс (TUN)               |          |          |          |          |          |       |              |       | Так     | Так      | 2       | 4          |
| Туреччина (TUR)           |          |          | Так      | Так      |          | Так   | Так          | Так   |         |          | 5       | 7          |
| США (USA)                 | Так      | Так      | Так      | Так      |          | Так   | Так          | Так   | Так     | Так      | 9       | 13         |
| Уругвай (URU)             |          |          |          |          |          |       | Так          |       |         | Так      | 2       | 3          |
| Венесуела (VEN)           |          |          | Так      |          |          |       |              |       |         |          | 1       | 1          |
| Загалом: 65 НОК           | 25       | 35       | 19       | 19       | 19       | 27    | 44           | 21    | 21      | 20       | 250     | 350        |

## Чоловічі змагання

### RS:X
| #  | Країна                | Кваліфікаційний турнір           | Місце на турнірі | Яхтсмен                  | Яхтсмен на Іграх     |
| -- | --------------------- | -------------------------------- | ---------------- | ------------------------ | -------------------- |
| 1  | Японія (JPN)          | Країна-господарка                | Н/Д              | Н/Д                      | Макото Томідзава     |
| 2  | Нідерланди (NED)      | Чемпіонат світу 2018             | 1                | Доріан ван Рейссельберге | Кіран Балду          |
| 3  | Франція (FRA)         | Чемпіонат світу 2018             | 3                | Луї Жіяр                 | Тома Гояр            |
| 4  | Велика Британія (GBR) | Чемпіонат світу 2018             | 4                | Кіран Голмс-Мартін       | Том Скваєрз          |
| 5  | Польща (POL)          | Чемпіонат світу 2018             | 5                | Павел Тарновський        | Пйотр Мишка          |
| 6  | Італія (ITA)          | Чемпіонат світу 2018             | 6                | Маттіа Камбоні           | Маттіа Камбоні       |
| 7  | Греція (GRE)          | Чемпіонат світу 2018             | 7                | Байрон Коккаланіс        | Байрон Коккаланіс    |
| 8  | Китай (CHN)           | Чемпіонат світу 2018             | 9                | Бі Кунь                  |                      |
| 9  | Іспанія (ESP)         | Чемпіонат світу 2018             | 13               | Іван Пастор Лафуентеа    | Анхель Гранда        |
| 10 | Ізраїль (ISR)         | Чемпіонат світу 2018             | 14               | Офек Елімеле             | Йоав Коган           |
| 11 | Норвегія (NOR)        | Чемпіонат світу 2018             | 17               | Себастьян Ванґ-Гансен    |                      |
| 12 | Південна Корея (KOR)  | Чемпіонат світу 2019             | 9                | Cho Won-woo              | Cho Won-woo          |
| 13 | Гонконг (HKG)         | Чемпіонат світу 2019             | 13               | Michael Cheng            | Michael Cheng        |
| 14 | Білорусь (BLR)        | Чемпіонат світу 2019             | 23               | Артем Джавадов           |                      |
| 15 | Швейцарія (SUI)       | Чемпіонат світу 2019             | 25               | Матео Санс Ланс          | Матео Санс Ланс      |
| 16 | Литва (LTU)           | Чемпіонат світу 2019             | 33               | Юозас Бернотас           | Юозас Бернотас       |
| 17 | США (USA)             | Чемпіонат світу 2019             | 42               | Педро Паскуаль           | Педро Паскуаль       |
| 18 | Кіпр (CYP)            | Чемпіонат світу 2019             | 43               | Андреас Каріолу          | Андреас Каріолу      |
| 19 | Чехія (CZE)           | Чемпіонат світу 2019             | 46               | Карел Лавицьки           | Карел Лавицьки       |
| 20 | Алжир (ALG)           | Чемпіонат Африки 2019            | 1                | Хамза Бурас              | Хамза Бурас          |
| 21 | Таїланд (THA)         | Mussanah Open 2021 (Азія)        | 1                | Наттапонг Поноппарат     | Наттапонг Поноппарат |
| 22 | Нова Зеландія (NZL)   | Чемпіонат світу 2020 (Океанія)   | 54               | Antonio Cozzolino        |                      |
| 23 | Росія (RUS)           | Чемпіонат Африки 2020            | 20               | Олександр Аскеров        |                      |
| 24 | Мексика (MEX)         | Кубок світу 2020 (ПнА)           | 2                | Ігнасіо Беренгер         | Ігнасіо Беренгер     |
| 25 | Аргентина (ARG)       | Чемпіонат Південної Америки 2020 | 1                | Франсіско Собіде         | Франсіско Собіде     |

### Лазер
| #  | Країна                    | Кваліфікаційний турнір           | Місце на турнірі | Яхтсмен             | Яхтсмен на Іграх    |
| -- | ------------------------- | -------------------------------- | ---------------- | ------------------- | ------------------- |
| 1  | Японія (JPN)              | Країна-господарка                | Н/Д              | Н/Д                 | Кендзі Нанрі        |
| 2  | Кіпр (CYP)                | Чемпіонат світу 2018             | 1                | Павлос Контідес     | Павлос Контідес     |
| 3  | Австралія (AUS)           | Чемпіонат світу 2018             | 2                | Matthew Wearn       | Matthew Wearn       |
| 4  | Німеччина (GER)           | Чемпіонат світу 2018             | 3                | Філіпп Буль         | Філіпп Буль         |
| 5  | Нова Зеландія (NZL)       | Чемпіонат світу 2018             | 4                | Сем Міч             | Сем Міч             |
| 6  | Велика Британія (GBR)     | Чемпіонат світу 2018             | 5                | Елліот Гансон       | Елліот Гансон       |
| 7  | Норвегія (NOR)            | Чемпіонат світу 2018             | 6                | Герман Томасґор     |                     |
| 8  | Франція (FRA)             | Чемпіонат світу 2018             | 9                | Жан-Батіст Берназ   | Жан-Батіст Берназ   |
| 9  | США (USA)                 | Чемпіонат світу 2018             | 11               | Чарлі Бекінгем      | Чарлі Бекінгем      |
| 10 | Фінляндія (FIN)           | Чемпіонат світу 2018             | 12               | Каарле Таппер       | Каарле Таппер       |
| 11 | Естонія (EST)             | Чемпіонат світу 2018             | 17               | Карл-Мартін Раммо   |                     |
| 12 | Бразилія (BRA)            | Чемпіонат світу 2018             | 19               | Жуан Педру Соту     | Роберт Шейдт        |
| 13 | Хорватія (CRO)            | Чемпіонат світу 2018             | 20               | Тончі Стіпанович    | Тончі Стіпанович    |
| 14 | Перу (PER)                | Чемпіонат світу 2018             | 21               | Стефано Песк'єра    | Стефано Песк'єра    |
| 15 | Південна Корея (KOR)      | Чемпіонат світу 2018             | 22               | Ха Чі Мін           |                     |
| 16 | Малайзія (MAS)            | Азійські ігри 2018               | 2                | Хайрулнізам Афенді  | Хайрулнізам Афенді  |
| 17 | Швеція (SWE)              | Чемпіонат світу 2019             | 13               | Єспер Сталхейм      | Єспер Сталхейм      |
| 18 | Аргентина (ARG)           | Чемпіонат світу 2019             | 14               | Франсіско Гуаранья  | Франсіско Гуаранья  |
| 19 | Росія (RUS)               | Чемпіонат світу 2019             | 17               | Сергій Коміссаров   |                     |
| 20 | Угорщина (HUN)            | Чемпіонат світу 2019             | 20               | Бен'ямін Ваднаї     | Бен'ямін Ваднаї     |
| 21 | Словенія (SLO)            | Чемпіонат світу 2019             | 26               | Жан Лука Зелко      | Жан Лука Зелко      |
| 22 | Гватемала (GUA)           | Панамериканські ігри 2019        | 1                | Хуан Ігнасіо Маельї | Хуан Ігнасіо Маельї |
| 23 | Сальвадор (ESA)           | Панамериканські ігри 2019        | 4                | Енріке Аратун       | Енріке Аратун       |
| 24 | Сейшельські Острови (SEY) | Чемпіонат Африки 2019            | 1                | Родні Говінден      | Родні Говінден      |
| 25 | Єгипет (EGY)              | Чемпіонат Африки 2019            | 2                | Алі Бадаві          | Алі Бадаві          |
| 26 | Сінгапур (SIN)            | Mussanah Open 2021 (Азія)        | 1                | Раян Ло             | Раян Ло             |
| 27 | Індія (IND)               | Mussanah Open 2021 (Азія)        | 2                | Вішну Сараванан     | Вішну Сараванан     |
| 28 | Самоа (SAM)               | Чемпіонат світу 2020 (Океанія)   | 115              | Ероні Лейлуа        | Ероні Лейлуа        |
| 29 | Папуа Нова Гвінея (PNG)   | Чемпіонат світу 2020 (Океанія)   | 123              | Теарікі Нума        | Теарікі Нума        |
| 30 | Іспанія (ESP)             | Vilamoura Int'l Regatta (Європа) | 9                | Хоель Родрігес      | Хоель Родрігес      |
| 31 | Нідерланди (NED)          | Vilamoura Int'l Regatta (Європа) | 11               | Дюко Бос            |                     |
| 32 | Тринідад і Тобаго (TTO)   | Кубок світу 2020 (ПнА)           | 4                | Ендрю Льюїс         | Ендрю Льюїс         |
| 33 | Чилі (CHI)                | Кубок Бразилії 2019 (ПдА)        | 1                | Клементе Сегель     | Клементе Сегель     |
| 34 | Чорногорія (MNE)          | Тристороння комісія              | Н/Д              | Н/Д                 | Мілівой Дукіч       |
| 35 | Сент-Люсія (LCA)          | Тристороння комісія              | Н/Д              | Н/Д                 |                     |

### Фінн
| #  | Країна                | Кваліфікаційний турнір         | Місце на турнірі | Яхтсмен            | Яхтсмен на Іграх   |
| -- | --------------------- | ------------------------------ | ---------------- | ------------------ | ------------------ |
| 1  | Японія (JPN)          | Країна-господарка              | Н/Д              | Н/Д                | Кадзумаса Сеґава   |
| 2  | Угорщина (HUN)        | Чемпіонат світу 2018           | 1                | Жомбор Береш       | Жомбор Береш       |
| 3  | Швеція (SWE)          | Чемпіонат світу 2018           | 2                | Макс Салмінен      | Макс Салмінен      |
| 4  | Нідерланди (NED)      | Чемпіонат світу 2018           | 3                | Пітер-Ян Постма    | Ніколас Гейнер     |
| 5  | Нова Зеландія (NZL)   | Чемпіонат світу 2018           | 4                | Джош Джуніор       | Джош Джуніор       |
| 6  | Канада (CAN)          | Чемпіонат світу 2018           | 5                | Том Рамшоу         | Том Рамшоу         |
| 7  | Аргентина (ARG)       | Чемпіонат світу 2018           | 7                | Факундо Олецца     | Факундо Олецца     |
| 8  | Велика Британія (GBR) | Чемпіонат світу 2018           | 8                | Едвард Райт        | Джайлс Скотт       |
| 9  | Туреччина (TUR)       | Чемпіонат світу 2018           | 9                | Алікан Кайнар      | Алікан Кайнар      |
| 10 | Бразилія (BRA)        | Чемпіонат Європи 2019 (Worlds) | 7                | Жорже Заріф        | Жорже Заріф        |
| 11 | Норвегія (NOR)        | Чемпіонат Європи 2019 (Worlds) | 9                | Андерс Педерсен    |                    |
| 12 | США (USA)             | Чемпіонат Європи 2019 (Worlds) | 11               | Калеб Пейн         | Люк Мюллер         |
| 13 | Греція (GRE)          | Чемпіонат Європи 2019 (Worlds) | 13               | Іоанніс Мітакіс    | Іоанніс Мітакіс    |
| 14 | ПАР (RSA)             | Finn Gold Cup 2021 (Африка)    | 44               | Лео Девіс          |                    |
| 15 | Китай (CHN)           | Кубок світу 2019 (Азія)        | 19               | Хе Чень            |                    |
| 16 | Австралія (AUS)       | Finn Gold Cup 2019 (Океанія)   | 5                | Джейк Ліллі        | Джейк Ліллі        |
| 17 | Іспанія (ESP)         | Finn Gold Cup 2021 (Європа)    | 2                | Хоан Кардона       |                    |
| 18 | Мексика (MEX)         | Кубок світу 2020 (ПнА)         | 6                | Хуан Ігнасіо Перес | Хуан Ігнасіо Перес |
| 19 | Венесуела (VEN)       | Кубок Бразилії 2019 (ПдА)      | 4                | Андрес Лахе        | Андрес Лахе        |

### 470
| #  | Країна                   | Кваліфікаційний турнір           | Місце на турнірі | Яхтсмен                           | Яхтсмен на Іграх                  |
| -- | ------------------------ | -------------------------------- | ---------------- | --------------------------------- | --------------------------------- |
| 1  | Японія (JPN)             | Країна-господарка                | Н/Д              | Н/Д                               | Кейдзю Окада Дзюмпей Хокадзоно    |
| 2  | Франція (FRA)            | Чемпіонат світу 2018             | 1                | Кевін Пепонне Жеремі Міон         | Кевін Пепонне Жеремі Міон         |
| 3  | Іспанія (ESP)            | Чемпіонат світу 2018             | 3                | Хорді Ксаммар Ніколас Родрігес    | Хорді Ксаммар Ніколас Родрігес    |
| 4  | Швеція (SWE)             | Чемпіонат світу 2018             | 4                | Антон Дальберг Фредерік Бергстрем | Антон Дальберг Фредерік Бергстрем |
| 5  | Австралія (AUS)          | Чемпіонат світу 2018             | 5                | Метью Белчер Вільям Раян          | Метью Белчер Вільям Раян          |
| 6  | США (USA)                | Чемпіонат світу 2018             | 7                | Стюарт Макней Дейв Г'юз           | Стюарт Макней Дейв Г'юз           |
| 7  | Італія (ITA)             | Чемпіонат світу 2018             | 9                | Джакомо Феррарі Джуліо Калабро    | Джакомо Феррарі Джуліо Калабро    |
| 8  | Велика Британія (GBR)    | Чемпіонат світу 2018             | 11               | Люк Пейшенс Кріс Грубе            | Люк Пейшенс Кріс Грубе            |
| 9  | Нова Зеландія (NZL)      | Чемпіонат світу 2018             | 12               | Пол Сноу-Гансен Деніел Вілкокс    | Пол Сноу-Гансен Деніел Вілкокс    |
| 10 | Греція (GRE)             | Чемпіонат світу 2019             | 4                | Панагіотіс Мантіс Павлос Кагіаліс | Панагіотіс Мантіс Павлос Кагіаліс |
| 11 | Росія (RUS)              | Чемпіонат світу 2019             | 11               | Павло Созикін Денис Грибанов      |                                   |
| 12 | Китай (CHN)              | Чемпіонат світу 2019             | 12               | Сюй Цзанцзюнь Ван Чао             |                                   |
| 13 | Туреччина (TUR)          | Чемпіонат світу 2019             | 13               | Деніз Чинар Атеш Чинар            | Деніз Чинар Атеш Чинар            |
| 14 | Ангола (ANG)             | Чемпіонат Африки 2019            | 1                | Матіас Монтінью Пайшау Афонсу     | Матіас Монтінью Пайшау Афонсу     |
| 15 | Південна Корея (KOR)     | Чемпіонат Азії 2019              | 1                | Park Gun-woo Cho Sung-min         |                                   |
| 16 | Американське Самоа (ASA) | Sail Melbourne Int'l (Океанія)   | 1                | Тайлер Пейдж Едрієн Гош           |                                   |
| 17 | Португалія (POR)         | Чемпіонат світу 2021 (Європа)    | 2                | Дійого Коста Педро Коста          | Дійого Коста Педро Коста          |
| 18 | Канада (CAN)             | Кубок світу 2020 (ПнА)           | 23               | Джейкоб Сондерс Олівер Бон        | Джейкоб Сондерс Олівер Бон        |
| 19 | Бразилія (BRA)           | Чемпіонат Південної Америки 2020 | 1                | Жейсон Дзьобанов Густаво Тізен    | Енріке Аддад Бруно Аморім         |

### 49er
| #  | Країна                | Кваліфікаційний турнір           | Місце на турнірі | Яхтсмен                              | Яхтсмен на Іграх                   |
| -- | --------------------- | -------------------------------- | ---------------- | ------------------------------------ | ---------------------------------- |
| 1  | Японія (JPN)          | Країна-господарка                | Н/Д              | Н/Д                                  | Леонард Такахасі Ібукі Койдзумі    |
| 2  | Хорватія (CRO)        | Чемпіонат світу 2018             | 1                | Шіме Фантела Міховіл Фантела         | Шіме Фантела Міховіл Фантела       |
| 3  | Франція (FRA)         | Чемпіонат світу 2018             | 2                | Матьє Фре Ное Делпеш                 | Еміль Аморос Лука Руаль            |
| 4  | Німеччина (GER)       | Чемпіонат світу 2018             | 3                | Тім Фішер Фабіан Ґраф                | Ерік Хайль Томас Плессель          |
| 5  | Велика Британія (GBR) | Чемпіонат світу 2018             | 5                | Джеймс Пітерс Фін Стерріт            | Ділан Флетчер Стюарт Бітелл        |
| 6  | Нова Зеландія (NZL)   | Чемпіонат світу 2018             | 7                | Лоґан Даннінґ Бек Оскар Ґан          | Пітер Берлінг Блер Тьюк            |
| 7  | Португалія (POR)      | Чемпіонат світу 2018             | 9                | Жоржі Ліма Жозе Кошта                | Жоржі Ліма Жозе Кошта              |
| 8  | Швейцарія (SUI)       | Чемпіонат світу 2018             | 10               | Люсьєн Кужан Себастьєн Шнайтер       | Люсьєн Кужан Себастьєн Шнайтер     |
| 9  | Данія (DEN)           | Чемпіонат світу 2018             | 11               | Мадс Еміль Любек Ніколай Гофман Буль | Якоб Прехт Єнсен Йонас Варрер      |
| 10 | Іспанія (ESP)         | Чемпіонат світу 2019             | 4                | Дієго Ботін Яго Лопес                | Дієго Ботін Яго Лопес              |
| 11 | Австрія (AUT)         | Чемпіонат світу 2019             | 6                | Беньямін Більдштайн Давід Гусль      | Беньямін Більдштайн Давід Гусль    |
| 12 | Нідерланди (NED)      | Чемпіонат світу 2019             | 8                | Барт Ламбрікс Пім ван Вюґт           | Барт Ламбрікс Пім ван Вюґт         |
| 13 | Польща (POL)          | Чемпіонат світу 2019             | 10               | Лукаш Пшибитек Павел Колодзинський   | Лукаш Пшибитек Павел Колодзинський |
| 14 | Канада (CAN)          | Панамериканські ігри 2019 (ПнА)  | 3                | Александер Гейнземан Джастін Барнс   | Вільям Джонс Еван Деполь           |
| 15 | Бразилія (BRA)        | Панамериканські ігри 2019 (ПдА)  | 1                | Марко Граель Габріель Боржес         | Марко Граель Габріель Боржес       |
| 16 | Австралія (AUS)       | Чемпіонат світу 2020 (Океанія)   | 5                | Вільям Філліпс Сем Філліпс           | Вільям Філліпс Сем Філліпс         |
| 17 | ПАР (RSA)             | Mussanah Open 2021 (Африка)      | 6                | Беньямін Талбот Алекс Бурґер         | Беньямін Талбот Алекс Бурґер       |
| 18 | Індія (IND)           | Mussanah Open 2021 (Азія)        | 1                | K.C. Ganapathy Варун Тхаккар         | K.C. Ganapathy Варун Тхаккар       |
| 19 | Ірландія (IRL)        | Lanzarote Int'l Regatta (Європа) | 3                | Роберт Діксон Шон Вадділове          | Роберт Діксон Шон Вадділове        |

## Жіночі змагання

### RS:X
| #  | Країна                | Кваліфікаційний турнір           | Місце на турнірі | Яхтсмен                         | Яхтсмен на Іграх       |
| -- | --------------------- | -------------------------------- | ---------------- | ------------------------------- | ---------------------- |
| 1  | Японія (JPN)          | Країна-господарка                | Н/Д              | Н/Д                             | Юкі Сунаґа             |
| 2  | Нідерланди (NED)      | Чемпіонат світу 2018             | 1                | Ліліан де Гюйс                  | Ліліан де Гюйс         |
| 3  | Франція (FRA)         | Чемпіонат світу 2018             | 2                | Шарлін Пікон                    | Шарлін Пікон           |
| 4  | Китай (CHN)           | Чемпіонат світу 2018             | 3                | Луй Юньсю                       |                        |
| 5  | Велика Британія (GBR) | Чемпіонат світу 2018             | 4                | Емма Вілсон                     | Емма Вілсон            |
| 6  | Польща (POL)          | Чемпіонат світу 2018             | 5                | Зофія Клепацька                 | Зофія Клепацька        |
| 7  | Італія (ITA)          | Чемпіонат світу 2018             | 7                | Марта Маггетті                  | Марта Маггетті         |
| 8  | Ізраїль (ISR)         | Чемпіонат світу 2018             | 11               | Мая Морріс                      | Катя Спічакова         |
| 9  | Іспанія (ESP)         | Чемпіонат світу 2018             | 12               | Бланка Маншон                   | Бланка Маншон          |
| 10 | Данія (DEN)           | Чемпіонат світу 2018             | 14               | Лерке Буль-Хансен               | Лерке Буль-Хансен      |
| 11 | Росія (RUS)           | Чемпіонат світу 2018             | 17               | Єлфутіна Стефанія Олександрівна |                        |
| 12 | Естонія (EST)         | Чемпіонат світу 2018             | 19               | Інгрід Пууста                   |                        |
| 13 | Гонконг (HKG)         | Чемпіонат світу 2019             | 10               | Гейлі Чань                      | Гейлі Чань             |
| 14 | Бразилія (BRA)        | Чемпіонат світу 2019             | 15               | Патрісія Фрейтас                | Патрісія Фрейтас       |
| 15 | Фінляндія (FIN)       | Чемпіонат світу 2019             | 26               | Туулі Петая                     | Туулі Петая            |
| 16 | Перу (PER)            | Чемпіонат світу 2019             | 27               | Марія Белен Басо                | Марія Белен Басо       |
| 17 | Туреччина (TUR)       | Чемпіонат світу 2019             | 36               | Ділара Уралп                    | Ділара Уралп           |
| 18 | Мексика (MEX)         | Чемпіонат світу 2019             | 44               | Mariana Aguilar                 | Деміта Вега            |
| 19 | Угорщина (HUN)        | Чемпіонат світу 2019             | 51               | Сара Чолноки                    | Сара Чолноки           |
| 20 | США (USA)             | Чемпіонат світу 2019             | 56               | Фарра Гол                       | Фарра Гол              |
| 21 | Таїланд (THA)         | Чемпіонат світу 2019             | 57               | Siripon Kaewduang-ngam          | Siripon Kaewduang-ngam |
| 22 | Кіпр (CYP)            | Чемпіонат світу 2019             | 60               | Натаса Лаппа                    | Натаса Лаппа           |
| 23 | Алжир (ALG)           | Чемпіонат Африки 2019            | 1                | Аміна Беррічі                   | Аміна Беррічі          |
| 24 | Сінгапур (SIN)        | Mussanah Open 2021 (Азія)        | 1                | Аманда Ин                       | Аманда Ин              |
| —  | Нова Зеландія (NZL)   | Чемпіонат світу 2020 (Океанія)   | 24               | Veerle Ten Have                 |                        |
| 25 | Греція (GRE)          | Чемпіонат Африки 2020            | 18               | Айкатеріні Діварі               | Айкатеріні Діварі      |
| 26 | Канада (CAN)          | Кубок світу 2020 (ПнА)           | 4                | Нікола Гірке                    | Нікола Гірке           |
| 27 | Аргентина (ARG)       | Чемпіонат Південної Америки 2020 | 1                | Марія Техеріна                  | Марія Техеріна         |

### Лазер радіал
| #  | Країна                  | Кваліфікаційний турнір           | Місце на турнірі | Яхтсмен                   | Яхтсмен на Іграх          |
| -- | ----------------------- | -------------------------------- | ---------------- | ------------------------- | ------------------------- |
| 1  | Японія (JPN)            | Країна-господарка                | Н/Д              | Н/Д                       | Манамі Дой                |
| 2  | Бельгія (BEL)           | Чемпіонат світу 2018             | 1                | Емма Плассхарт            | Емма Плассхарт            |
| 3  | Нідерланди (NED)        | Чемпіонат світу 2018             | 2                | Маріт Боувместер          | Маріт Боувместер          |
| 4  | Данія (DEN)             | Чемпіонат світу 2018             | 3                | Анн-Марі Ріндом           | Анн-Марі Ріндом           |
| 5  | Фінляндія (FIN)         | Чемпіонат світу 2018             | 4                | Моніка Міккола            | Туула Тенканен            |
| 6  | США (USA)               | Чемпіонат світу 2018             | 5                | Пейдж Райлі               | Пейдж Райлі               |
| 7  | Канада (CAN)            | Чемпіонат світу 2018             | 6                | Сара Даґлас               | Сара Даґлас               |
| 8  | Велика Британія (GBR)   | Чемпіонат світу 2018             | 7                | Алісон Янг                | Алісон Янг                |
| 9  | Угорщина (HUN)          | Чемпіонат світу 2018             | 8                | Марія Ерді                | Марія Ерді                |
| 10 | Швейцарія (SUI)         | Чемпіонат світу 2018             | 9                | Мо Жає                    | Мо Жає                    |
| 11 | Туреччина (TUR)         | Чемпіонат світу 2018             | 10               | Назлі Кагла Донертас      | Еджем Ґюзель              |
| 12 | Польща (POL)            | Чемпіонат світу 2018             | 12               | Magdalena Kwaśna          | Magdalena Kwaśna          |
| 13 | Греція (GRE)            | Чемпіонат світу 2018             | 16               | Васілея Карахаліу         | Васілея Карахаліу         |
| 14 | Італія (ITA)            | Чемпіонат світу 2018             | 17               | Кароліна Альбано          | Сільвія Дзеннаро          |
| 15 | Швеція (SWE)            | Чемпіонат світу 2018             | 18               | Юзефіна Ульссон           | Юзефіна Ульссон           |
| 16 | Франція (FRA)           | Чемпіонат світу 2018             | 19               | Матільда де Керанга       | Марі Болу                 |
| 17 | Норвегія (NOR)          | Чемпіонат світу 2018             | 21               | Ліне Флем Гест            |                           |
| 18 | Китай (CHN)             | Чемпіонат світу 2018             | 25               | Чжан Доншуан              |                           |
| 19 | Німеччина (GER)         | Чемпіонат світу 2018             | 26               | Свенья Веґер              | Свенья Веґер              |
| 20 | Малайзія (MAS)          | Азійські ігри 2018               | 3                | Нур Шазрін Мохаммад Латіф | Нур Шазрін Мохаммад Латіф |
| 21 | Хорватія (CRO)          | Чемпіонат світу 2019             | 20               | Elena Vorobeva            | Elena Vorobeva            |
| 22 | Литва (LTU)             | Чемпіонат світу 2019             | 28               | Viktorija Andrulytė       | Viktorija Andrulytė       |
| 23 | Білорусь (BLR)          | Чемпіонат світу 2019             | 40               | Тетяна Дроздовська        |                           |
| 24 | Австралія (AUS)         | Чемпіонат світу 2019             | 41               | Зої Томсон                | Мара Странскі             |
| 25 | Росія (RUS)             | Чемпіонат світу 2019             | 45               | Катерина Зюзіна           |                           |
| 26 | Ірландія (IRL)          | Чемпіонат світу 2019             | 46               | Іслінг Келлер             | Анналіз Мерфі             |
| —  | Нова Зеландія (NZL)     | Чемпіонат світу 2019             | 47               | Олівія Крісті             |                           |
| 27 | Кіпр (CYP)              | Чемпіонат світу 2019             | 50               | Марілена Макрі            | Марілена Макрі            |
| 28 | Гватемала (GUA)         | Чемпіонат світу 2019             | 51               | Ізабелла Маеглі           | Ізабелла Маеглі           |
| 29 | Таїланд (THA)           | Чемпіонат світу 2019             | 52               | Камолван Чан'їм           | Камолван Чан'їм           |
| 30 | Іспанія (ESP)           | Чемпіонат світу 2019             | 53               | Крістіна Пуйоль           | Крістіна Пуйоль           |
| 31 | Аргентина (ARG)         | Панамериканські ігри 2019        | 3                | Люсія Фаласка             | Люсія Фаласка             |
| 32 | Уругвай (URU)           | Панамериканські ігри 2019        | 4                | Долорес Морейра Фраскіні  | Долорес Морейра Фраскіні  |
| 33 | Мозамбік (MOZ)          | Чемпіонат Африки 2019            | 1                | Deisy Nhaquile            | Deisy Nhaquile            |
| 34 | Єгипет (EGY)            | Чемпіонат Африки 2019            | 2                | Хулуд Мансі               | Хулуд Мансі               |
| 35 | Індія (IND)             | Mussanah Open 2021 (Азія)        | 2                | Нетхра Куманан            | Нетхра Куманан            |
| 36 | Гонконг (HKG)           | Mussanah Open 2021 (Азія)        | 3                | Стефані Нортон            | Стефані Нортон            |
| 37 | Фіджі (FIJ)             | Чемпіонат світу 2020 (Океанія)   | 97               | Софія Морган              | Софія Морган              |
| 38 | Папуа Нова Гвінея (PNG) | Чемпіонат світу 2020 (Океанія)   | 102              | Роз-Лі Нума               | Роз-Лі Нума               |
| 39 | Ізраїль (ISR)           | Vilamoura Int'l Regatta (Європа) | 39               | Шай Какон                 | Шай Какон                 |
| 40 | Португалія (POR)        | Vilamoura Int'l Regatta (Європа) | 44               | Кароліна Жуан             |                           |
| 41 | Мексика (MEX)           | Кубок світу 2020 (ПнА)           | 8                | Elena Oetling             | Elena Oetling             |
| 42 | Перу (PER)              | Кубок Бразилії 2019 (ПдА)        | 1                | Палома Шмідт              | Палома Шмідт              |
| 43 | Антигуа і Барбуда (ANT) | Тристороння комісія              | Н/Д              | Н/Д                       | Джалес Ґордон             |
| 44 | Сент-Люсія (LCA)        | Тристороння комісія              | Н/Д              | Н/Д                       |                           |

### 470
| #  | Країна                | Кваліфікаційний турнір           | Місце на турнірі | Яхтсмен                               | Яхтсмен на Іграх                       |
| -- | --------------------- | -------------------------------- | ---------------- | ------------------------------------- | -------------------------------------- |
| 1  | Японія (JPN)          | Країна-господарка                | Н/Д              | Н/Д                                   | Ай Кондо Йосіда Міхо Йосіока           |
| 2  | Іспанія (ESP)         | Чемпіонат світу 2018             | 2                | Сільвія Мас Патрісія Кантеро          | Сільвія Мас Патрісія Кантеро           |
| 3  | Велика Британія (GBR) | Чемпіонат світу 2018             | 3                | Ганна Міллс Ейлід Макінтайр           | Ганна Міллс Ейлід Макінтайр            |
| 4  | Франція (FRA)         | Чемпіонат світу 2018             | 4                | Каміль Леконтр Aloïse Retornaz        | Каміль Леконтр Aloïse Retornaz         |
| 5  | Китай (CHN)           | Чемпіонат світу 2018             | 6                | Вей Менхі Ґао Хайянь                  |                                        |
| 6  | Італія (ITA)          | Чемпіонат світу 2018             | 7                | Бенедетта ді Салле Алессандра Дуббіні | Елена Берта Б'янка Карузо              |
| 7  | Греція (GRE)          | Чемпіонат світу 2018             | 9                | Марія Бозі Рафаеліна Клонаріду        | Аріадне-Параскеві Спанакі Емілія Цулфа |
| 8  | Словенія (SLO)        | Чемпіонат світу 2018             | 10               | Тіна Мрак Вероніка Макароль           | Тіна Мрак Вероніка Макароль            |
| 9  | Ізраїль (ISR)         | Чемпіонат світу 2018             | 11               | Гіль Коен Ноа Ласрі                   | Шахар Тібі Ноя Барам                   |
| 10 | Польща (POL)          | Чемпіонат світу 2019             | 7                | Агнєшка Скжипулєц Йоланта Огар        | Агнєшка Скжипулєц Йоланта Огар         |
| 11 | Бразилія (BRA)        | Чемпіонат світу 2019             | 8                | Фернанда Олівейра Ана Барбачан        | Фернанда Олівейра Ана Барбачан         |
| 12 | Австралія (AUS)       | Чемпіонат світу 2019             | 9                | Нія Джервуд Монік де Вріс             | Нія Джервуд Монік де Вріс              |
| 13 | Нідерланди (NED)      | Чемпіонат світу 2019             | 12               | Афродіте Зеґерс Лобке Беркгаут        | Афродіте Зеґерс Лобке Беркгаут         |
| —  | Нова Зеландія (NZL)   | Чемпіонат світу 2019             | 15               | Сюзанна Паєт Бріанна Рейнолдс-Сміт    |                                        |
| 14 | Німеччина (GER)       | Чемпіонат світу 2019             | 16               | Фредеріке Леве Анна Маркфорт          | Луїзе Вансер Анастасія Вінкель         |
| 15 | Швейцарія (SUI)       | Чемпіонат світу 2019             | 18               | Лінда Фарні Майя Зігенталер           | Лінда Фарні Майя Зігенталер            |
| 16 | Швеція (SWE)          | Чемпіонат світу 2019             | 27               | Олівія Берґстрем Ловіса Карлссон      | Олівія Берґстрем Ловіса Карлссон       |
| 17 | Мозамбік (MOZ)        | Чемпіонат Африки 2019            | 6                | Деніз Паррук Марія Мачава             | Деніз Паррук Марія Мачава              |
| 18 | Малайзія (MAS)        | Чемпіонат Азії 2019              | 5                | Нураїсія Джаміль Джуні Нур Джамалі    | Нураїсія Джаміль Джуні Нур Джамалі     |
| —  |                       | Sail Melbourne Int'l (Океанія)   |                  |                                       |                                        |
| 19 | Туреччина (TUR)       | Чемпіонат світу 2021 (Європа)    | 22               | Бесте Кайнакчи Ок'янус Арикан         | Бесте Кайнакчи Ок'янус Арикан          |
| 20 | США (USA)             | Кубок світу 2020 (ПнА)           | 8                | Кармен Коулз Емма Коулз               | Ніккі Барнс Лара Далман-Вайс           |
| 21 | Аргентина (ARG)       | Чемпіонат Південної Америки 2020 | 1                | Марія Белен Тавелья Лурдес Гарткопф   | Марія Белен Тавелья Лурдес Гарткопф    |

### 49erFX
| #  | Країна                | Кваліфікаційний турнір                | Місце на турнірі | Яхтсмен                                | Яхтсмен на Іграх                             |
| -- | --------------------- | ------------------------------------- | ---------------- | -------------------------------------- | -------------------------------------------- |
| 1  | Японія (JPN)          | Країна-господарка                     | Н/Д              | Н/Д                                    | Анна Ямадзакі Такано Сена                    |
| 2  | Нідерланди (NED)      | Чемпіонат світу 2018                  | 1                | Аннемік Беккерінг Аннетт Дойц          | Аннемік Беккерінг Аннетт Дойц                |
| 3  | Австрія (AUT)         | Чемпіонат світу 2018                  | 2                | Таня Франк Лорена Абіхт                | Таня Франк Лорена Абіхт                      |
| 4  | Велика Британія (GBR) | Чемпіонат світу 2018                  | 3                | Софі Вегелен Софі Ейнсворт             | Шарлотта Добсон Саскія Тайді                 |
| 5  | Бразилія (BRA)        | Чемпіонат світу 2018                  | 4                | Мартіна Граель Кахена Кунце            | Мартіна Граель Кахена Кунце                  |
| 6  | Данія (DEN)           | Чемпіонат світу 2018                  | 5                | Єна Гансен Катя Сальсков-Іверсен       | Ida Marie Baad Nielsen Marie Thusgaard Olsen |
| 7  | Нова Зеландія (NZL)   | Чемпіонат світу 2018                  | 8                | Александра Мелоні Моллі Міч            | Александра Мелоні Моллі Міч                  |
| 8  | Норвегія (NOR)        | Чемпіонат світу 2018                  | 9                | Рагна Агеруп Майя Агеруп               |                                              |
| 9  | Австралія (AUS)       | Чемпіонат світу 2018                  | 11               | Наташа Браянт Енні Вілмот              | Тес Ллойд Джеймі Раян                        |
| 10 | Німеччина (GER)       | Чемпіонат світу 2019                  | 5                | Тіна Луц Зузан Бойке                   | Тіна Луц Зузан Бойке                         |
| 11 | Аргентина (ARG)       | Чемпіонат світу 2019                  | 8                | Вікторія Траваскіо Марія Соль Бранс    | Вікторія Траваскіо Марія Соль Бранс          |
| 12 | США (USA)             | Чемпіонат світу 2019                  | 9                | Періс Хенкен Анна Таннікліфф           | Стефані Робле Меґґі Ше                       |
| 13 | Польща (POL)          | Чемпіонат світу 2019                  | 12               | Aleksandra Melzacka Kinga Łoboda       | Aleksandra Melzacka Kinga Łoboda             |
| 14 | Іспанія (ESP)         | Чемпіонат світу 2019                  | 14               | Патрісія Суарес Ніколь ван дер Вельден | Паула Барсело Тамара Ечегоєн                 |
| 15 | Сінгапур (SIN)        | Чемпіонат світу 2019                  | 15               | Кімбурлі Лім Сесілія Лов               | Кімбурлі Лім Сесілія Лов                     |
| 16 | Франція (FRA)         | Чемпіонат світу 2019                  | 16               | Жулі Боссар Од Компан                  | Альбан Дюбуа Лілі Себезі                     |
| 17 | Туніс (TUN)           | Mussanah Open 2021 (Африка)           | 6                | Ея Гезгез Сарра Гезгез Сарра Гезгез    |                                              |
| 18 | Китай (CHN)           | Mussanah Open 2021 (Азія)             | 1                | Чень Шаша Є Їнь                        |                                              |
| —  |                       | Чемпіонат світу 2020 (Океанія)        |                  |                                        |                                              |
| 19 | Бельгія (BEL)         | Lanzarote Int'l Regatta 2021 (Європа) | 7                | Анаук Ґертс Ісаура Мано                | Анаук Ґертс Ісаура Мано                      |
| 20 | Канада (CAN)          | Панамериканські ігри 2019 (ПнА)       | 4                | Александра Тен Гоув Мерая Міллен       | Александра Тен Гоув Мерая Міллен             |
| 21 | Перу (PER)            | Панамериканські ігри 2019 (ПдА)       | 5                | Діана Тудела Марія Пія ван Ордт        | Діана Тудела Марія Пія ван Ордт              |

## Змішані дисципліни

### Nacra 17
| #  | Країна                | Кваліфікаційний турнір           | Місце на турнірі | Яхтсмен                                            | Яхтсмен на Іграх                         |
| -- | --------------------- | -------------------------------- | ---------------- | -------------------------------------------------- | ---------------------------------------- |
| 1  | Японія (JPN)          | Країна-господарка                | Н/Д              | Н/Д                                                | Сібукі Іцука Ері Хатаяма                 |
| 2  | Італія (ITA)          | Чемпіонат світу 2018             | 1                | Руджеро Тіта Катеріна Банті                        | Руджеро Тіта Катеріна Банті              |
| 3  | Австралія (AUS)       | Чемпіонат світу 2018             | 2                | Натан Ауттерідж Гейлі Ауттерідж                    | Джейсон Вотергаус Ліза Дарманін          |
| 4  | Аргентина (ARG)       | Чемпіонат світу 2018             | 3                | Сантьяго Ланхе Сесілія Карранса Саролі             | Сантьяго Ланхе Сесілія Карранса Саролі   |
| 5  | Данія (DEN)           | Чемпіонат світу 2018             | 4                | Крістіан Петер Любек Lin Ea Cenholt                | Крістіан Петер Любек Lin Ea Cenholt      |
| 6  | Бразилія (BRA)        | Чемпіонат світу 2018             | 5                | Самуель Альбрехт Габріела Ніколіно де Са           | Самуель Альбрехт Габріела Ніколіно де Са |
| 7  | Велика Британія (GBR) | Чемпіонат світу 2018             | 8                | Джон Ґімсон Анна Барнет                            | Джон Ґімсон Анна Барнет                  |
| 8  | Австрія (AUT)         | Чемпіонат світу 2018             | 9                | Томас Заяц Барбара Мац                             | Томас Заяц Барбара Мац                   |
| 9  | Нова Зеландія (NZL)   | Чемпіонат світу 2018             | 11               | Міка Вілкінсон Олівія Маккей                       | Міка Вілкінсон Еріка Довсон              |
| 10 | Іспанія (ESP)         | Чемпіонат світу 2019             | 5                | Тара Пачеко Флоріан Тріттель                       | Тара Пачеко Флоріан Тріттель             |
| 11 | Франція (FRA)         | Чемпіонат світу 2019             | 10               | Кентен Делап'єр Манон Одіне                        | Кентен Делап'єр Манон Одіне              |
| 12 | Німеччина (GER)       | Чемпіонат світу 2019             | 11               | Пауль Кольхофф Аліка Штулеммер                     | Пауль Кольхофф Аліка Штулеммер           |
| 13 | США (USA)             | Чемпіонат світу 2019             | 14               | Райлі Ґіббс Анна Вайс                              | Райлі Ґіббс Анна Вайс                    |
| 14 | Норвегія (NOR)        | Чемпіонат світу 2019             | 21               | Ніколас Фадлер Мартінсен Мартіне Стеллер Мортенсен |                                          |
| 15 | Швеція (SWE)          | Чемпіонат світу 2019             | 26               | Emil Järudd Сесілія Юнссон                         | Emil Järudd Сесілія Юнссон               |
| 16 | Туніс (TUN)           | Lanzarote Int'l Regatta (Африка) | 20               | Мехді Гарбі Ранія Рахалі                           |                                          |
| 17 | Китай (CHN)           | Чемпіонат Азії 2021              | 1                | Ян Сюечже Ху Сяосяо                                |                                          |
| —  |                       | Чемпіонат світу 2020 (Океанія)   |                  |                                                    |                                          |
| 18 | Фінляндія (FIN)       | Lanzarote Int'l Regatta (Європа) | 5                | Янне Ярвінен Sinem Kurtbay                         | Акселі Кескінен Sinem Kurtbay            |
| 19 | Пуерто-Рико (PUR)     | Панамериканські ігри 2019 (ПнА)  | 6                | Енріке Фігероа Ґретхен Ортіс                       | Енріке Фігероа Ґретхен Ортіс             |
| 20 | Уругвай (URU)         | Панамериканські ігри 2019 (ПдА)  | 4                | Пабло Дефазіо Домінік Нюппель                      | Пабло Дефазіо Домінік Нюппель            |

## Нотатки
1. ↑  У відповідь на Пандемію коронавірусної хвороби 2019, World Sailing підтримує рішення МОК і Організаційного комітету Токіо 2020 оперенести Олімпійські ігри; отже, система кваліфікації буде переглянута, так щоб наприкінці 2020 - на початку 2021 року відбувся залишок змагань.[7]